# Rodrigo Fabri
Rodrigo Fabri (Santo André, 15 gennaio 1976) è un ex calciatore brasiliano, di ruolo centrocampista.

## Carriera

### Nazionale
Ha giocato 3 partite, segnando un gol, per il Brasile

## Palmarès

### Club

#### Competizioni statali
- Campionato Gaucho: 1

Gremio: 2001
- Campionato Catarinense: 1

Figueirense: 2008

#### Competizioni nazionali
- Supercoppa di Portogallo: 1

Sporting CP: 2000
- Coppa del Brasile: 1

Gremio: 2001
- Campionato brasiliano: 1

San Paolo: 2006

#### Competizioni internazionali
- Coppa Intercontinentale: 1

Real Madrid: 1998

### Individuale
- Capocannoniere del Campionato brasiliano: 1

2002 (19 gol)